# Полчениго (Порденоне)
Полчениго (итал. Polcenigo) је насеље у Италији у округу Порденоне, региону Фурланија-Јулијска крајина.
Према процени из 2011. у насељу је живело 1474 становника. Насеље се налази на надморској висини од 67 м.

## Становништво
Према резултатима пописа становништва 2011. у општини је живело 3.176 становника.
| 1931. | 1936. | 1951. | 1961. | 1971. | 1981. | 1991. | 2001. | 2011. |
| ----- | ----- | ----- | ----- | ----- | ----- | ----- | ----- | ----- |
| 5.191 | 4.207 | 4.361 | 4.032 | 3.380 | 3.408 | 3.177 | 3.127 | 3.176 |